# Frigil plumbi
El frigil plumbi (Geospizopsis unicolor) és un ocell de la família dels tràupids (Thraupidae).

## Hàbitat i distribució
Habita vegetació baixa i arbusts als Andes, de Colòmbia i oest de Veneçuela, cap al sud, a través de l'Equador, Perú i centre i sud de Bolívia fins al sud de Xile, fins a la Terra del Foc, i oest i sud de l'Argentina, fins Santa Cruz.